# Cantone di Vic-sur-Cère
Il Cantone di Vic-sur-Cère è una divisione amministrativa dell'arrondissement di Aurillac.
A seguito della riforma approvata con decreto del 13 febbraio 2014, che ha avuto attuazione dopo le elezioni dipartimentali del 2015, è passato da 12 a 23 comuni.

## Composizione
I 12 comuni facenti parte prima della riforma del 2014 erano:
- Badailhac
- Carlat
- Cros-de-Ronesque
- Jou-sous-Monjou
- Pailherols
- Polminhac
- Raulhac
- Saint-Clément
- Saint-Étienne-de-Carlat
- Saint-Jacques-des-Blats
- Thiézac
- Vic-sur-Cère

Dal 2015 i comuni appartenenti al cantone sono i seguenti 23:
- Badailhac
- Carlat
- Cros-de-Ronesque
- Giou-de-Mamou
- Jou-sous-Monjou
- Labrousse
- Lascelle
- Mandailles-Saint-Julien
- Pailherols
- Polminhac
- Raulhac
- Saint-Cirgues-de-Jordanne
- Saint-Clément
- Saint-Étienne-de-Carlat
- Saint-Jacques-des-Blats
- Saint-Simon
- Teissières-lès-Bouliès
- Thiézac
- Velzic
- Vézac
- Vezels-Roussy
- Vic-sur-Cère
- Yolet